# Tarocchi
I tarocchi sono un mazzo di carte da gioco, generalmente composto da 78 carte, la cui origine pare risalga alla metà del XV secolo.
I tarocchi si diffusero in varie parti d'Europa e raggiunsero il periodo di maggior diffusione tra il XVII e il XVIII secolo. Alla fine del XVIII secolo i tarocchi vennero associati alla cabala e ad altre tradizioni pseudomistiche, come quelle magico-religiose egiziane. I Tarocchi iniziano a chiamarsi Arcani e compaiono carte come le figure di sfingi e lettere ebraiche.
Il tipico mazzo di tarocchi è composto da cinquantasei carte tradizionali a cui se ne aggiungono ventidue, dette Trionfi. I Trionfi sono generalmente illustrati con figure umane, animali e mitologiche e sono numerati da 1 a 21 (più Il Matto, con numero zero o senza numero), spesso in numeri romani. Il mazzo di carte tradizionali è diviso in quattro semi di quattordici carte: dall'asso al dieci più quattro figure, dette anche "onori" o "carte di corte": Re, Regina, Cavaliere e Fante. Esistono varianti in cui il numero di carte è ridotto, per esempio il tarocchino bolognese o il tarocco siciliano, oppure aumentato, come nelle minchiate.
Nella terminologia introdotta dalle teorie esoteriche, i Trionfi sono detti anche arcani maggiori, mentre le altre carte sono dette arcani minori. Lo sviluppo di queste teorie fu avviato dal massone francese Antoine Court de Gébelin, che, riferendosi ai mitici Libri di Thot, fece risalire i tarocchi all'Antico Egitto. Questa corrente ebbe nuovo impulso nella metà dell'Ottocento con l'occultista Eliphas Lévi, che indicò la loro origine nella Cabala ebraica. Negli anni a cavallo tra la fine dell'Ottocento ed i primi del Novecento, le dottrine esoteriche sui tarocchi furono fissate definitivamente dall'occultista francese Papus (pseudonimo di Gérard Encausse) e dallo svizzero Oswald Wirth in una serie di celebri opere ancora in auge. Nei primi decenni del Novecento, la "Scuola francese dei Tarocchi" iniziò ad essere soppiantata dalla "Scuola inglese", nata in seno all'Ordine Ermetico dell'Alba Dorata.

## Etimologia
Alla loro comparsa nel XV secolo, questo tipo di mazzo era detto Trionfi. Tuttavia, l'origine del termine è da sempre controversa. Sono state ipotizzate alcune possibilità:
1. un rapporto diretto con il poemetto allegorico I Trionfi di Francesco Petrarca, le cui sei allegorie sono state spesso rappresentate in modo simile alle icone trionfali dei tarocchi: Trionfo dell'Amore = L'Innamorato/Gli Amanti, Trionfo della Castità = Temperanza, Trionfo della Morte = Arcano Senza Nome/Morte, Trionfo della Fama = Il Giudizio, Trionfo del Tempo = L'Eremita, Trionfo dell'Eternità = Il Mondo. Ma mentre nelle allegorie del Petrarca le figure allegoriche sono sempre a bordo di un carro trionfale, questo non avviene per le figure dei tarocchi; inoltre, i trionfi del Petrarca sono solo sei contro i ventuno trionfi dei tarocchi.[6]
2. un rapporto con i carri trionfali che nel Medioevo accompagnavano le processioni carnevalesche.[7]

Nel XVI secolo, in contemporanea con la comparsa di diversi giochi detti anch'essi "Trionfi", che assegnano il ruolo di atout ricoperto dai trionfi dei tarocchi a carte normali, compare per la prima volta il termine "tarocco". La sua prima occorrenza è in un inventario della corte di Ferrara del dicembre 1505, ma dello stesso anno è anche la prima occorrenza dell'equivalente francese Tarau, per cui è stato teorizzato che il termine italiano potrebbe derivare da quello francese, piuttosto che il contrario. La prima occorrenza in un testo stampato è nel Gioco della Primiera del poeta Francesco Berni nel 1526 e per la fine del XVI secolo aveva soppiantato "Trionfi". L'origine del termine "tarocco" è tuttora ignota, sebbene siano state avanzate alcune congetture, tra cui che potrebbe derivare dal processo di decorazione delle carte, o dal nome del fiume Taro, un affluente del Po. Nel tentativo di sostenere un'origine antica dei tarocchi, alcune ipotesi esoteriche ipotizzano connessioni con antiche civiltà o con termini della Cabala, per esempio Antoine Court de Gébelin ipotizzò che derivasse dall'egiziano "Ta-Rosh" ("via regale"), Samuel Liddell MacGregor Mathers che derivasse dall'egiziano "taru" (che significherebbe "consultare"), mentre per Gérard Encausse da un tetragramma cabalistico ("Tora", "Rota" o altre varianti).

## Storia

### Origini
Non si hanno dati certi sull'origine delle carte da gioco occidentali, i primi indizi della loro esistenza cominciano a comparire in documenti risalenti alla fine del XIII secolo. La teoria più diffusamente accettata è che queste siano arrivate in Europa attraverso i contatti con i mamelucchi egiziani e per quell'epoca avevano già assunto una forma molto simile a quella odierna. In particolare, il mazzo dei Mamelucchi conteneva quattro semi: mazze da polo, denari, spade e coppe simili a quelli ancora utilizzati nelle carte tradizionali italiane, spagnole e portoghesi con la sola sostituzione delle mazze da polo con bastoni. Ogni seme aveva tre figure di corte, anche qui come nei mazzi tradizionali occidentali.
La teoria generalmente accettata è che le carte dei tarocchi derivino dall'aggiunta dei trionfi al normale mazzo di carte da gioco italiane. Il primo riferimento alla loro esistenza è in una lettera del 1440 del notaio Giusto Giusti di Anghiari:
(Giusto Giusti di Anghiari, 1440)
Nel 1442 compaiono un paio di citazioni dei trionfi nei registri della corte estense di Ferrara. La prima registrazione è relativa al pagamento del pittore di corte Jacopo da Sagramoro per la decorazione di quattro mazzi di trionfi destinati al signore di Ferrara Leonello d'Este; la seconda è relativa all'acquisto, ad un prezzo molto minore, di alcuni mazzi destinati ai fratelli di Leonello. Il confronto tra le due registrazioni sembra indicare che all'epoca fossero diffusi anche mazzi economici, probabilmente prodotti già da alcuni anni. Ulteriori riferimenti compaiono in annotazioni del 1452, 1454 e 1461.
La prima testimonianza pittorica dei trionfi si trova nell'affresco Il gioco dei tarocchi, in uno dei cortili interni di Palazzo Borromeo a Milano. L'affresco è di attribuzione incerta ma è stato datato, a partire da dati stilistici e sulla foggia degli abiti, alla fine degli anni quaranta del XV secolo.

### Primi mazzi
Una prima descrizione di "carte de trionfi" compare nella lettera che accompagnava un mazzo di carte inviato dal capitano Jacopo Antonio Marcello a Isabella di Lorena, consorte di Renato d'Angiò, nel 1449 a Napoli. Il mazzo non è giunto fino a noi, ma allegata alla lettera c'era un trattato in latino di Marziano da Tortona, segretario di Filippo Maria Visconti, duca di Milano. Marziano descrive esplicitamente solo ventiquattro carte del mazzo: sedici carte illustrate con immagini di divinità greche e quattro carte illustrate con Re, ma si può dedurre dal contenuto che con tutta probabilità a esse si aggiungevano un mazzo di carte tradizionali i cui semi erano però rappresentati da uccelli. Nonostante le diversità rispetto al mazzo di tarocchi tradizionali è comunque un esempio dell'evoluzione dei mazzi del periodo. Nel suo trattato Marziano attribuisce l'idea del mazzo al duca Filippo Maria Visconti e la sua illustrazione a Michelino da Besozzo. In base a quest'ultimo punto si può datare il mazzo ad un periodo tra il 1414 e il 1425.
I mazzi più antichi ancora esistenti sono stati realizzati in Lombardia per la famiglia Visconti e sono generalmente attribuiti al pittore di corte Bonifacio Bembo. Le carte sono miniate col fondo in foglia d'oro o d'argento e lavori di punzonatura, il loro prezzo non è pervenuto ma era certamente molto alto. Il più antico dei tre è detto Tarocchi Visconti di Modrone (dal nome del ramo cadetto dei Visconti che l'ha posseduto) o anche Cary-Yale (poiché è conservato nella collezione Cary della Beinecke Rare Book and Manuscript Library dell'Università di Yale). La sua struttura differisce lievemente da quella dei mazzi correnti, ogni seme contiene sei figure di corte (tre maschili e tre femminili) anziché quattro e negli undici trionfi rimasti ce ne sono alcuni non entrati nella tradizione, come i tre dedicati alle virtù teologali (fede, speranza e carità). Un secondo mazzo, i Tarocchi Brera-Brambilla, di cui i trionfi rimasti sono solo due (La Ruota della Fortuna e L'Imperatore) viene datato tra il 1442 e il 1445. Il terzo e più completo mazzo, detto Tarocchi Pierpont-Morgan Bergamo, fu realizzato per Francesco Sforza e la moglie Bianca Maria Visconti. Di quest'ultimo sopravvivono diciannove trionfi (mancano Il Diavolo e La Torre), anche se sei di esse (Temperanza, Forza, La Stella, La Luna e Il Mondo) sono carte aggiunte successivamente e dipinte da un altro pittore.
Ulteriori frammenti di mazzi sono di origine ferrarese: per esempio i tarocchi detti di Carlo VI conservati alla Biblioteca nazionale di Francia; quelli detti "di Alessandro Sforza" conservati al Museo di Castello Ursino a Catania; quelli di Ercole I d'Este conservati alla Yale University Library. Il fatto che quasi tutti questi giochi (ed altri più recenti) siano giunti incompleti è evidentemente legato alla fragilità del supporto cartaceo ed alle persecuzioni che subirono le carte da gioco (spesso soggette a roghi oppure sciolte nel macero per ricavarne cartapesta da riutilizzare).
Questi mazzi e le loro varianti si diffusero nell'Italia settentrionale con diverse interpretazioni illustrative: per esempio, nella versione ferrarese la Luna è rappresentata da uno o due astrologi, mentre in quella viscontea una donna tiene una mezza luna nella mano destra; nei tarocchi ferraresi il Matto è un buffone tormentato da alcuni bambini mentre in quelli lombardi è un mendicante gozzuto (evidente allusione al gozzo, cioè la tipica malattia dei montanari della zona prealpina). A volte i mazzi erano realizzati in occasione di matrimoni signorili ed in tal caso gli emblemi dei due sposi erano dipinti sulla carta dell'Innamorato.

### Funzione delle carte

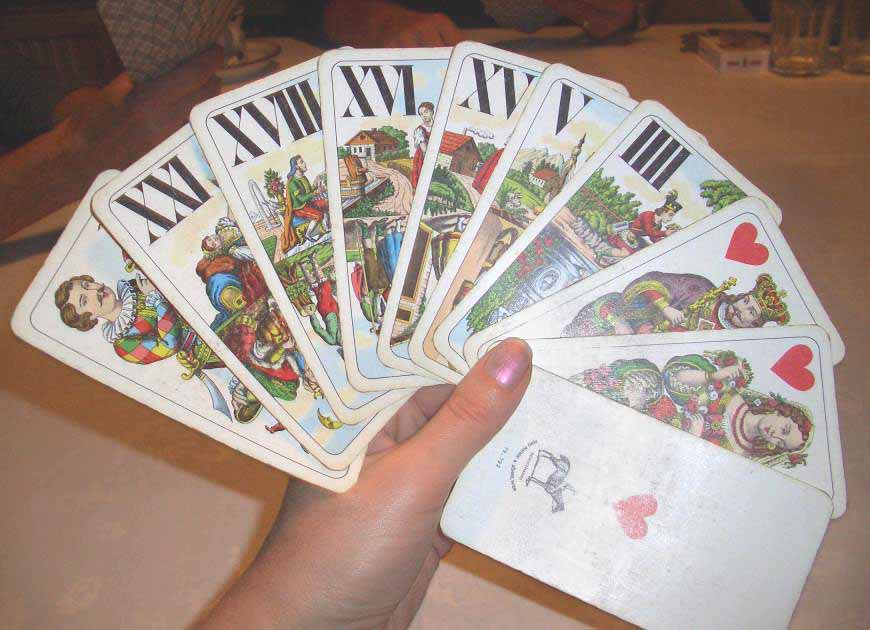
Mano di tarocchi

Ci sono numerose testimonianze del fatto che i tarocchi fossero usati originariamente come carte da gioco; già il trattato di Marziano descrive alcune delle regole del gioco, anche se non in maniera sufficientemente dettagliata da ricostruirlo completamente. Le prime descrizioni sufficientemente complete delle regole di gioco risalgono al XVI secolo e non divennero comuni prima del XVII I giochi erano giochi di presa, come per esempio la briscola, giocati in una sequenza di mani in cui i trionfi comandano sulle carte numerali, sulle figure e sui trionfi di valore inferiore. Il Matto è generalmente usato per evitare di dover giocare una carta dello stesso seme o uno dei trionfi quando non lo si desidera. Il punteggio viene calcolato a fine partita in base alle carte ottenute, ma il metodo esatto di conteggio varia da gioco a gioco.
Nei primi secoli non ci sono resoconti che attestino l'uso dei tarocchi per scopi esoterici o di divinazione: l'unico riferimento ai tarocchi come mezzo di lettura del carattere delle persone è in un'opera di narrativa, il Caos del tri per uno del monaco Merlin Cocai, in cui uno dei personaggi compone dei sonetti che descrivono il carattere di altri personaggi basandosi sulle carte dei Trionfi.
Oltre a questo tipo di passatempo, i tarocchi furono utilizzati come giochi di abilità verbale. Nelle lunghe serate a corte, infatti, non di rado si utilizzavano le figure per comporre frasi e motti che dovevano ispirarsi alle carte estratte e i 22 Trionfi potevano anche essere abbinati (o appropriati, come si diceva) a persone e gruppi, specialmente gentildonne oppure note cortigiane. Molti di questi sonetti sono giunti fino a noi: poesiole comiche, satiriche, mordaci, scritte solitamente in ambiente cinquecentesco. Probabilmente, in questo ambito colto vanno a collocarsi due mazzi: i cosiddetti Tarocchi del Mantegna (una serie di cinquanta incisioni che non costituiscono in realtà un mazzo di tarocchi, né sono opera del Mantegna) ed il Tarocco Sola-Busca, realizzato con la tecnica dell'acquaforte tra il XIV e il XV secolo. In quest'ultimo le 22 carte dei Trionfi raffigurano guerrieri dell'antichità classica e biblica, mentre le carte numerali rappresentano scene della vita quotidiana.
Anche Pietro Aretino si occupò di tarocchi nella sua opera Le carte parlanti, che ebbe un discreto successo e godette di varie ristampe.

### Diffusione del gioco
Per la metà del XV secolo le figure che comparivano sui trionfi si erano ormai stabilizzate e il gioco si diffuse a partire dai tre principali centri di Ferrara, Milano e Bologna. In quest'epoca i trionfi non erano ancora numerati ed i giocatori dovevano memorizzare l'ordine di precedenza, che presentava alcune differenze tra città e città: a Bologna la carta di maggior valore era l'Angelo, seguito da Il Mondo e quindi dalle tre virtù (Giustizia, Temperanza e Forza), a Milano le tre virtù avevano valori inferiori mentre a Ferrara la carta di maggior valore era il Mondo, seguito dalla Giustizia, e le altre due virtù avevano valori molto inferiori.
Da Ferrara, prima di estinguersi all'inizio del XVII secolo, il gioco si trasmise a Venezia e a Trento, senza però attecchire. A Bologna il gioco rimase popolare fino ai giorni nostri nella forma del tarocchino bolognese e da qui si diffuse a Firenze dove invece nacque la variante delle minchiate, che utilizza un mazzo espanso di 97 carte. Da Firenze il gioco si diffuse a Roma e da qui nel XVII secolo in Sicilia. Fu comunque da Milano che il gioco si diffuse nel resto d'Europa, prima in Francia e in Svizzera i cui soldati vennero in contatto con il gioco durante l'occupazione francese di inizio del XVI secolo e da queste nazioni si sparse nel resto d'Europa.
In Francia, il gioco è giocato con il mazzo detto dei tarocchi di Marsiglia, la cui principale differenza è l'uso dei semi francesi (cuori, quadri, fiori e picche) al posto di quelli italiani. Il gioco è documentato in diversi brani della letteratura francese del XVI secolo, e compare nel capitolo risalente al 1534 del Gargantua e Pantagruel in cui Rabelais elenca i giochi giocati da Gargantua. Una prima descrizione delle regole è contenuta in un libretto stampato a Nevers intorno al 1637. Il gioco è apparentemente molto diffuso, tanto che il gesuita François Garasse scrive nel 1622 che in Francia è più popolare degli Scacchi, ma per il 1725 la sua diffusione si è ridotta alla Francia Orientale, dove persiste fino ai giorni nostri e va incontro a una generale riscoperta nel XX secolo. In Francia al gioco si aggiungono alcune nuove regole, la possibilità di ottenere un bonus per possedere certe combinazioni di carte in apertura di partita, bonus o penalità per vincere o perdere una mano con certe carte (per esempio vincere con il Pagat - il Bagatto italiano - o perdere uno dei Re).
In Germania il gioco arriva intorno all'inizio del XVII secolo, probabilmente importato dalla Francia, vista l'attestazione nel gergo dei giocatori tedeschi di numerosi termini che sono corruzioni dei corrispondenti francesi e per la metà del secolo è ampiamente diffuso. Non è comunque certo il periodo e canale di arrivo del gioco.
L'apice della diffusione del gioco ha luogo dal 1730 al 1830, in questo periodo era giocato in Italia, Francia orientale, Svizzera, Germania, Belgio, Paesi Bassi, Danimarca, Austro-Ungheria, Svezia e Russia e, sebbene rimanesse un gioco a diffusione locale, le regole erano abbastanza omogenee con piccole differenze locali, sia che si giocasse con un mazzo con semi italiani che con uno con semi francesi.
L'uso dei tarocchi come carte da gioco si riscontra ancora oggi in alcune aree italiane e francesi. Il tarocco siciliano è tuttora giocato in quattro paesi della Sicilia: Barcellona Pozzo di Gotto, Calatafimi, Tortorici e Mineo. A Bologna si usa il tarocchino bolognese, le cui regole originali sono conservate dall'Accademia del tarocchino bolognese. A Pinerolo si usa il tarocco ligure-piemontese. In Francia è attiva una Fédération Française de Tarot il cui regolamento usa i Tarot nouveau.

## Tecniche di stampa
Le tecniche che nel corso dei secoli si sono susseguite per la creazione dei tarocchi e per le carte da gioco, sono state innumerevoli. È presumibile che anticamente fossero vergati su pergamena o incisi su tavolette di legno; nei secoli successivi, si passò dall'uso degli stampi in legno di pero (o affini per morbidezza e robustezza) come matrice per i tratti, congiuntamente agli stampini (i cosiddetti pochoirs o stencil) per l'applicazione dei colori. Verso la metà del XV secolo, le tecniche di stampa furono perfezionate prima con la xilografia, poi con la calcografia e, alla fine del secolo, con l'invenzione dei caratteri mobili.
Il progresso della stampa fece nascere le prime fabbriche di mazzi di tarocchi, che erano stampati su foglio unico, numerati, rozzamente colorati e tagliati. Il prezzo era superiore alle carte comuni, dato il maggior numero, come ci informa un registro fiscale bolognese del 1477. Tuttavia la stampa introdusse sul mercato mazzi a basso costo che favorirono la diffusione del gioco. Nell'Ottocento, in concomitanza con la rivoluzione industriale, si passò all'uso delle macchine di stampa quadricromiche (che modificarono notevolmente i colori più antichi di certi cartai) ed oggigiorno i tarocchi sono disegnati e riprodotti soprattutto mediante tecnologia informatica (penne grafiche e digitalizzazione).

## Tarocchi occulti
La loro origine e diffusione moderna in cartomanzia e l'associazione con l'occultismo risalgono alla fine del XVIII secolo e sono dovuti principalmente ad Antoine Court de Gébelin e a Etteilla. Il primo nell'VIII volume della sua opera Le Monde primitif pubblicato nel 1781 incluse due saggi nel quale si sosteneva che i tarocchi fossero in realtà i Libri di Thot codificati dai sacerdoti egizi nelle immagini simboliche dei trionfi per tramandarlo segretamente sotto l'aspetto innocuo di carte da gioco, il secondo pubblicò una serie di libri (Manière de se récréer avec le jeu de cards nommées Tarots) tra il 1783 e il 1785 nei quali riprese a approfondì il legame dei tarocchi con i Libri di Thot e descrisse un metodo per il loro uso in cartomanzia.
Gérard Encausse, sotto lo pseudonimo di Papus (1865-1917), seguendo le idee di Lévi, si permise di creare tarocchi con i personaggi egizi illustranti una struttura cabalistica.
Arthur Edward Waite, per far combaciare i tarocchi con le 22 vie dell'Albero della Vita che uniscono le 10 sephirot della medesima tradizione cabalistica, scambiò il numero VIII della Giustizia con il numero XI della Forza; trasformò l'Innamorato in Gli Amanti.
Aleister Crowley, occultista appartenente all'Ordo Templi Orientis, cambiò alcuni nomi, arricchì i disegni con riferimenti esoterici (e quindi espanse il significato delle lame) e ripristinò l'ordine delle carte: nel suo mazzo la Giustizia diventa l’Aggiustamento; la Temperanza diventa l'Arte; il Giudizio diventa l’Eon e le figure di corte dei 4 semi vengono modificate: i Re sono rappresentati a cavallo, le Regine intronate, e i Cavalieri e i Fanti sono sostituiti da Principi su carro e Principesse in piedi.
Oswald Wirth, occultista svizzero massone e membro della Società Teosofica, disegnò da sé i propri tarocchi introducendo negli arcani non soltanto abiti medievali, sfingi egizie, numeri arabi e lettere ebraiche al posto dei numeri romani, simboli taoisti e la versione alchemica del Diavolo inventata da Éliphas Lévi, ma si ispirò anche alla grossolana versione di Court de Gébelin.
All'inizio del Novecento, un noto autore, Paul Marteau, nel suo libro Le Tarot de Marseille riprodusse le sue carte. Questo evento, insieme a tutte le deviazioni di cui sono stati oggetto i tarocchi in questi ultimi due secoli, ha rappresentato il "colpo di grazia" per i tarocchi di Marsiglia. Infatti Marteau, commise due grandi errori: per un verso il suo mazzo è soltanto un'approssimazione dell'originale (i disegni sono, infatti, l'esatta riproduzione dei tarocchi di Besançon pubblicati da Grimaud alla fine del XIX secolo, che a sua volta riproducono altri tarocchi di Besançon pubblicati da Lequart e firmati "Arnault 1748." ); inoltre, modificò alcuni dettagli originali, forse per imprimere il proprio marchio e poter commercializzare il "prodotto" incassandone i diritti d'autore. Per di più, conservò i quattro colori di base imposti dai macchinari tipografici invece di rispettare gli antichi colori delle copie dipinte a mano.

## I mazzi storici
| Seme nelle carte minchiate              |         |       |        |         |
| Seme nelle carte del tarocco siciliano  |         |       |        |         |
| Seme nelle carte del tarocco piemontese |         |       |        |         |
| Seme nelle carte del tarocco bolognese  |         |       |        |         |
| Italiano                                | Spade   | Coppe | Denari | Bastoni |
| Spagnolo                                | Espadas | Copas | Oros   | Bastos  |

### I tarocchi Visconti-Sforza
Si tratta di una serie di mazzi realizzati attorno alla metà del Quattrocento, alla corte dei Duchi di Milano, secondo la critica dal miniatore cremonese Bonifacio Bembo, di cui sono giunti fino a noi tre esemplari, Il mazzo Visconti di Modrone, Il mazzo Brera-Brambilla e Il mazzo Pierpont-Morgan Bergamo. Sono realizzati con fogli sovrapposti di cartoncino pressati a stampo, con figure eseguite in oro, argento e policromia con largo uso di azzurro.

### I tarocchi Sola Busca
Il mazzo di tarocchi Sola Busca, oggi conservato nella Pinacoteca di Brera a Milano, prende il suo nome dai precedenti possessori, la marchesa Busca e il conte Sola. È il più antico mazzo completo esistente al mondo, composto da 78 carte, 22 “trionfi” e 56 carte dei quattro semi tradizionali italiani, stampate su carta da incisioni a bulino, poi state miniate con colori a tempera e oro. È stato attribuito al pittore anconetano Nicola di maestro Antonio. Le immagini tradizionali dei “trionfi” quattrocenteschi sono rappresentate attraverso figure di guerrieri dell’antichità romana o personaggi biblici, secondo la tradizione medievale degli Uomini illustri. Ad esempio, Catone, suicida, rappresenta la Morte, mentre Alessandro Magno il re di spade. In base alla presenza nel mazzo degli stemmi delle due nobili famiglie veneziane Venier e Sanudo, e del monogramma “M. S.” si ritiene fosse possessore del mazzo nel 1491 Marin Sanudo il giovane, famoso umanista e storico veneziano dedito all'alchimia.

### I tarocchi del Mantegna

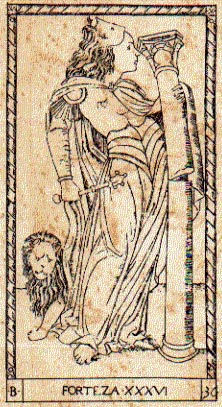
Carta della Fortezza, dai tarocchi detti del Mantegna

I cosiddetti tarocchi del Mantegna sono due serie distinte di 50 incisioni risalenti al XV secolo, denominate serie "E" e serie "S", opera di due distinti artisti di scuola ferrarese rimasti anonimi, che per secoli sono state attribuite ad Andrea Mantegna. Le due serie ritraggono gli stessi soggetti raggruppati tematicamente in cinque gruppi (le condizioni dell'uomo, Apollo e le muse, le arti liberali, i principi cosmici e le virtù cristiane) e non costituiscono in realtà neanche un mazzo di tarocchi, poiché mancano completamente le carte di semi e i soggetti, pur presentando in alcuni casi delle somiglianze iconografiche con quelli dei tarocchi tradizionali, sono comunque diversi. Si ignora l'uso a cui era destinato il mazzo, sembrerebbero essere stati un'opera didattica e istruttiva.

### I tarocchi di Marsiglia
Non esistono riferimenti per la datazione dei tarocchi di Marsiglia (così chiamati per la città della Francia che ha goduto di una posizione di monopolio nella produzione di questo tipo di carte pur non avendole inventate); sebbene i primi mazzi conosciuti risalgano al XVIII secolo, lo stile delle carte a semi italiani fa propendere per l'origine latina di questo tipo di mazzo, probabilmente diffusosi dalla Lombardia in territorio francese. Uno dei modelli più conosciuti dei tarocchi di Marsiglia fu inciso su legno, dal francese Claude Burdel nel 1751.
Egli aveva contrassegnato Il Carro con le sue iniziali, mentre la sua firma per esteso compare sul 2 di denari. Le figure sono intere, e - relativamente agli Arcani maggiori - recano la denominazione in francese e sono contrassegnati da numeri romani. La morte non aveva nome. Le scritte erano in un francese sgrammaticato, spesso privo di accenti e apostrofi. Gli abiti delle figure, pur nella loro forte stilizzazione, si riferiscono a prototipi rinascimentali. Il mazzo fu poi rielaborato correttamente dal francese Grimaud, e ristampato nel XIX secolo.

### I tarocchi di Besançon
Le differenze notevoli del modello "di Besançon" rispetto al modello "di Marsiglia" sono i Trionfi II, la Papessa, trasformata in Giunone (Iuno o anche Juno), e il V, il Papa, diventato Giove (Iupiter o anche Jupiter). Come per Marsiglia, la città non può vantare la paternità di queste carte da tarocco a semi italiani. Lo scrittore Giordano Berti suppone che il più antico Tarocco di Besançon sia stato stampato dal parigino Pierre Lachapelle a Strasburgo verso il 1715. Quello stesso anno giunse a Strasburgo, dalla Provenza, François Isnard, che prestò la sua opera di intagliatore per matrici di stampa di Tarocchi e carte da gioco. Persino alcuni stampatori tedeschi si rivolgevano a lui per fargli intagliare le matrici. Difatti, risale al 1720 -25 il più antico Tarocco di Besançon prodotto in Germania: fu realizzato da Sebastian Heinrich Joia ad Augsburg. Risalirebbe invece al 1746 il Tarocco di Besançon, stampato a Strasburgo da François Nicolas Laudier sulla base delle matrici di Pierre Isnard.

### Leminchiate
Comparso a Firenze fra la fine del XV e l'inizio del XVI secolo, questo affascinante mazzo di novantasette carte - oltre al Matto e alle 56 carte nei tradizionali semi di coppe, denari, bastoni e spade, vi figurano ben 40 trionfi (fu chiamato così con probabile riferimento al membro virile e per indicare, di conseguenza, che tale gioco non era cosa seria).
A Firenze, mazzo e relativo gioco godettero di grande fortuna fin dalla prima metà del XVI secolo, soprattutto in ambienti popolari, come attestato da statuti e provvisioni della Signoria, nonché in varie opere letterarie. In seguito, si diffusero prima a Roma e negli Stati della Chiesa e quindi in molte altre parti d'Italia, soprattutto a Genova e in Sicilia. All'inizio del XVIII secolo le minchiate si caratterizzavano ormai come un gioco elitario, praticato in salotti e circoli nobiliari e ne è attestata la presenza anche in Francia e Germania. Il loro declino inizia alla metà del XIX secolo, probabilmente abbandonate in favore del Whist.
Nelle minchiate, le carte dei semi ordinari coincidono con quelle dei tarocchi, per quanto i cavalli hanno (ed è questo un unicum fra tutti i mazzi di carte) le sembianze di centauri mentre nei semi corti (denari e coppe) i due fanti sono sostituiti da altrettante fantine. I trionfi sono ben 40: tutti quelli presenti nel mazzo dei tarocchi tranne la papessa più la Prudenza, le tre virtù teologali, i quattro elementi e i dodici segni zodiacali; in seguito il papa è stato sostituito dal granduca e talvolta l'imperatrice da un'altra figura regale maschile. I primi cinque trionfi erano tradizionalmente indicati con il nome di papi mentre gli ultimi cinque (Stella, Luna, Sole, Mondo e il Giudizio finale detto Le trombe) erano noti come le Arie.
Le carte, nell'economia del gioco, avevano un valore: il Matto, i quattro re ed i trionfi dall'1 al 5, il 10, il 13, il 20, il 28 ed infine tutti quelli dal 30 al 40 - erano dette carte di conto, tutte le altre cartiglie.

### Il tarocchino bolognese
Bologna, che è stata uno dei centri in cui il gioco era più attivamente praticato, non ci ha lasciato alcun mazzo completo prima del XVII secolo. In questo periodo si giocava una nuova forma di tarocco a mazzo ridotto di 62 carte, anche se non abbiamo indicazioni precise sulla data in cui vennero eliminate determinate carte. I tagli erano relativi alle carte numerali, ad esclusione degli Assi. Né il tarocchino è l'unico esempio di contrazione del mazzo: a Venezia il gioco della trappola prevedeva trentasei carte.
Il tarocchino bolognese trionfò in questo periodo grazie a vicissitudini particolari: tra il 1663 e il 1669 un artista bolognese fantasioso e versatile, Giuseppe Maria Mitelli (1634 - 1718) incise un mazzo di Tarocchini dedicato a Prospero Bentivoglio. Le carte erano riunite in fogli intonsi che dovevano poi essere tagliati e incollati dal giocatore.
Durante la Controriforma, con una sensibilità tutta barocca Mitelli trasformò il mazzo eliminando la figura della Papessa e ridisegnando i Trionfi. Così l'Appeso è un uomo condannato alla pena capitale che aspetta che il boia gli fracassi il cranio con un martello; l'Eremita è un mendicante che avanza nella notte con una lanterna; la Luna e il Sole sono ispirati ad Artemide e ad Apollo; il Mondo è un globo sorretto da un gigantesco Atlante. Anche le carte numerali hanno disegni fantasiosi, mentre nell'Asso di denari l'artista ha inciso il suo ritratto con la firma. Il tarocco bolognese "Carte Fine dalla Torre" , conservato presso la Bibliothèque Nationale a Parigi in un unico esemplare quasi completo come "Tarot bolonais XVIIe s.", è datato intorno al 1650 ed è il più antico tarocco bolognese conosciuto fino a oggi: mantiene somiglianze con i suoi antenati quattrocenteschi e cinquecenteschi, pur avendo eliminato le carte numerali 2, 3, 4, e 5 di ogni seme, secondo l'uso in voga in città almeno dalla metà del XVI secolo.
Un altro tipo di tarocchino bolognese, che non è mai stato usato neppure per la divinazione, risale al 1725 e fu ideato dal canonico Luigi Montieri. L'autore aveva indicato le diverse forme di stati europei, audacemente situando Bologna sotto un governo misto, laico-clericale. Dal momento che la città era inserita nei domini dello Stato Pontificio, la cosa fu giudicata irrispettosa e l'audace prelato fu incarcerato, unitamente all'editore dell'opera, Lelio Dalla Volpe, allo stampatore Giovan Battista Bianchi e al libraio Pietro Cavazza. Ne nacque un caso politico che si risolse quando il Senato bolognese, per ricordare le proprie prerogative e al tempo stesso per non sminuire l'autorità pontificia su Bologna, propose un "accordo di facciata" facendo sostituire quattro tradizionali icone considerate irriverenti (i cosiddetti "quattro Papi") con le figure di quattro satrapi orientali, poi volgarmente detti dai bolognesi Mori.
In una data non precisata della seconda metà del Settecento, il tarocchino bolognese fu uno dei primi mazzi che suddivise le figure in due metà speculari. Nello stesso periodo, ultimo fra i mazzi di tarocchi italiani, il tarocchino bolognese inserì la numerazione di dodici trionfi, dalla Stella (16) ad Amore (5) per facilitare il computo del punteggio di fine mano.

### Il tarocco piemontese
Grazie alla sua vicinanza con il Ducato di Milano, dove il gioco dei Tarocchi era diffuso, il Piemonte conobbe e usò ben presto queste carte; il documento piemontese più antico è il Discorso sopra l'ordine delle figure dei Tarocchi, scritto da Francesco Piscina da Carmagnola e pubblicato nel 1565 a Monte Regale (oggi Mondovì).
Intorno al 1830 una famiglia di Torino, i Vergnano, avviò la produzione di un nuovo modello, oggi definito "Tarocco piemontese", simile ai Tarocchi cosiddetti “di Marsiglia. Tuttavia, come ha rilevato lo storico Giordano Berti, i Tarocchi di Vergnano si distinguono dalla produzione francese per lo stile e per il contenuto di alcune carte, in particolare per il Matto, vestito con i pantaloni a sbuffo, che insegue una farfalla; per il Bagatto, che ha sul tavolo gli strumenti del calzolaio; per il Diavolo, che ha un muso di felino che spunta dall'addome; per il Giudizio, detto Angelo, dove i morti emergono dalle fiamme, collegandosi con l'iconografia popolare delle anime del Purgatorio; per l'Asso di Coppe, un vaso colmo di fiori e frutti.
Altra variazione rispetto al mazzo "marsigliese" è l'uso dei numeri arabi al posto di quelli romani.
Nella seconda metà di quel secolo, sulla base del mazzo di Vergnano fu introdotto il modello a due teste, senza dubbio utile ai giocatori che non dovevano girare le carte ogni volta che si presentavano rovesciate.
Nel 2019, i 22 Trionfi dei Tarocchi di Vergnano hanno ispirato il pittore Franco Bruschi per altrettante pitture su alluminio appese nel Parco di Villa Althea a Mango, dando vita a "La Vigna degli Arcani".

## I tarocchi contemporanei
L'interesse che si è sviluppato intorno ai tarocchi dall'Ottocento in avanti ha spinto numerosi artisti contemporanei a reinterpretare le figure. Fra gli italiani si possono ricordare Gentilini, Guttuso, Gallico, Giancarlo Canelli, Domenico Balbi, Baj, Dulbecco, Luzzati, Pinter, Osvaldo Menegazzi, Toppi. Fra gli artisti non italiani spiccano Dalí e Niki de Saint Phalle, autrice del Giardino dei Tarocchi, costruito a Garavicchio, presso Capalbio.
Numerosi illustratori hanno realizzato nuovi mazzi, talvolta in collaborazione con storici e letterati. Per esempio, i Tarocchi di Dario Fo dipinti dal figlio Jacopo; Michele Marzulli ha ideato, disegnato e realizzato i Tarocchi Massonici, mentre allo scrittore Giordano Berti si deve la sceneggiatura di dieci mazzi realizzati da vari illustratori. Inoltre, l'artista svizzero Hans Ruedi Giger negli anni '90 ha disegnato e realizzato un mazzo di arcani con la tecnica dell'aerografo, ispirati ai temi e alle iconografie occulte della sua pittura biomeccanica.
Nell'estate del 1990, è stato rappresentato presso Forte Sperone (Genova), lo spettacolo Il castello di carte – Il mistero dei tarocchi, scritto da Gian Piero Alloisio e Tonino Conte, che ne ha curato la regia. Nello spettacolo, ogni attore rappresentava uno degli arcani maggiori su un proprio palcoscenico distinto dagli altri. Il testo dello spettacolo è stato pubblicato nel 2017 con il titolo Il mistero dei Tarocchi (con illustrazioni di Beppe Giacobbe).
A Riola, in provincia di Bologna, è da tempo istituito un Museo dei tarocchi con un'ampia raccolta di carte e dipinti dedicati al tema dei tarocchi.
I tarocchi ispirarono Italo Calvino per il suo romanzo fantastico Il castello dei destini incrociati (1969).

## In altri media
La cartomanzia viene spesso usata come strumento narrativo nel cinema.
Dalla fine degli anni 1980, numerosi illustratori e fumettisti si sono cimentati nella creazione di nuovi mazzi di tarocchi, soffermandosi solitamente sui 22 Arcani maggiori, come ad esempio Paolo Barbieri.

### Film e serie TV
- Ne L'infernale Quinlan, diretto e interpretato a Orson Welles, Marlene Dietrich interpreta una cartomante che predice il futuro al protagonista.
- Nel film Agente 007 - Vivi e lascia morire della saga di James Bond, il personaggio di Solitaire può predire il futuro tramite i suoi tarocchi, almeno finché rimane vergine.
- Nel film La profezia del male, un gruppo di amici viene perseguitato dalle carte dei tarocchi, dopo aver compiuto delle letture con un mazzo maledetto.
- Nella serie Marvel Agatha All Along, sui tarocchi sono basati il personaggio di Lilia Calderu, una veggente e l'intero episodio 7, concentrato su quest'ultima e appunto i tarocchi.
- Nella serie Netflix Il club delle Babysitter, Dawn utilizza i tarocchi e l'astrologia per prevedere una compatibilità in amore della sorellastra adottiva Mary-Anne ed il suo possibile fidanzato.

### Manga e fumetti
- Il gioco di carte Yu-Gi-Oh! possiede l'archetipo "Energia Arcana", i cui mostri prendono il nome da varie carte dei tarocchi. Per il gioco è anche stata aggiunta la carta "EX", che corrisponde al "signore luminoso" e al "signore oscuro".
- Le mangaka CLAMP hanno basato sui tarocchi la loro opera X, collegata a temi mistici e strutturata in una serie di 22 volumi, di cui 21 di fumetto e uno illustrato, ognuno dei quali è introdotto da un Arcano maggiore interpretato da un personaggio della serie.
- Hirohiko Araki a partire dalla terza serie del manga Le bizzarre avventure di JoJo introduce il concetto di "Stand", materializzazione fisica dei poteri psichici di ciascun personaggio, attribuendogli i nomi e le sembianze degli arcani maggiori (ma solo nella terza parte).

### Giochi di ruolo
- Il gioco di ruolo Everway, pubblicato da Wizard of the Coast, il GM può scegliere di pescare da un mazzo di tarocchi per decidere il destino di un personaggio.
- Per la quarta edizione del gioco Kult è stato creato un mazzo di tarocchi a tema e un modulo di avventura che ruota attorno ad esso.
- Nel gioco di ruolo Vampiri: il Requiem ai personaggi appartenenti alla congrega dell'Ordo Dracul viene attribuito un tarocco in base alla propria personalità.
- Nel gioco di ruolo horror Sine Requie vengono utilizzati i tarocchi, al posto dei più comuni dadi, per determinare il successo o il fallimento delle azioni dei personaggi ed eventuali colpi di scena nella narrazione. Il game master è infatti chiamato "Cartomante".

### Videogiochi
- Nel videogioco Balatro, un roguelike con elementi di poker sviluppato da LocalThunk , si possono usare i tarocchi per modificare seme, valore o aggiungere effetti benevoli alle carte di poker usate per vincere.

- Nel videogioco horror Phasmophobia, sviluppato da Kinetic Games, i tarocchi possono essere utilizzati per le loro funzioni che possono essere favorevoli o sfavorevoli al giocatore.
- Nella serie videoludica puzzle Magical Drop, sviluppata da Data East, ogni personaggio è una carta dei tarocchi.
- Nella serie di videogiochi Shin Megami Tensei: Persona le carte dei tarocchi sono lo strumento da cui i protagonisti traggono i loro poteri.
- Ogni boss della serie di videogiochi The House of the Dead prende nome da uno degli Arcani Maggiori.
- Nel videogioco per PlayStation 2 Primal a ogni personaggio corrisponde una carta dei tarocchi.
- Nella serie di videogiochi The Binding of Isaac è possibile trovare e interagire con gli arcani maggiori sotto forma di carte.
- Nel videogioco Cyberpunk 2077, il protagonista V può farsi predire il futuro tramite le carte dei tarocchi dal personaggio Misty. Inoltre, una missione secondaria richiede al protagonista, sempre per conto di Misty, di trovare alcuni tarocchi sparsi per Night City.

### Approfondimenti
1. ↑  Teorie alternative suggeriscono una derivazione dalle carte da gioco indiane per il Ganjifa, ma i primi riferimenti alle carte indiane sono posteriori a quelle occidentali dato che risalgono al XV secolo, vedi Farley, A Cultural History of Tarot, pp. 9–11. Un'altra teoria suppone che siano state importate dalla Cina attraverso i traffici della Via della seta o addirittura da Marco Polo, ma sebbene le carte da gioco cinesi predatino di almeno duecento anni quelle occidentali, utilizzavano un sistema di semi completamente diverso (spesso senza simboli ma solo il nome del seme) ed erano prive di figure, vedi Farley, A Cultural History of Tarot, pp. 11–12.
2. ↑  Tra i possibili autori sono citati Michelino da Besozzo, Franceschino Zavattari e il Pisanello
3. ↑  Per esempio l'uso del Matto al posto di un Trionfo, in francese l'excuse (dall'abbreviazione di Le Fou sert d'excuse) che diventa der Schkis, der Skys o der Sküs in Germania. Vedi Dummett e McLeod, A History of Games Played ..., p. 30
4. ↑  Il traduttore del Gargantua e Pantagruel salta i tarocchi nell'elenco dei giochi (sia nella prima edizione del 1575, che nelle successive del 1582 e 1590 nelle quali l'elenco dei giochi viene ampliato), suggerendo quindi che egli non lo conoscesse, nonostante fosse nativo dell'Alsazia, lungo la via naturale di propagazione del gioco dalla Francia alla Germania. Un'ipotesi alternativa, basata su una testimonianza non confermata che fosse conosciuto in Boemia nel 1586, è che sia giunto in Germania dalla Svizzera. Vedi Dummett e McLeod, A History of Games Played ..., pp. 28–30

### Bibliografiche
1. ↑  I Tarocchi di Cecilia Gatto Trocchi, Tascabili Economici Newton, 1995 pp.100 . Come citato in  Franco Ramaccini, I Tarocchi, su cicap.org, CICAP, 5 agosto 2002.
2. ↑  Dummett e McLeod, A History of games ..., pp. 2–3.
3. ↑  Decker e Dummett, A History of the Occult Tarot ..., Chapter I: International Innovation.
4. ↑  Giordano Berti, Storia dei Tarocchi, Oscar Mondadori, Milano 2007, pp. 100-137
5. 1 2  Dummett e McLeod, A History of Games Played ..., p. 17.
6. ↑  Farley, A Cultural History of Tarot, p. 46.
7. ↑   Franco Cardini, La fortuna, il gioco, la corte, in Le carte di Corte, i tarocchi - Gioco e magia alla corte degli estensi, Nuova Alfa Editoriale, 1987,  p. 11 e seguenti.
8. ↑  Farley, A Cultural History of Tarot, p. 29.
9. ↑  Farley, A Cultural History of Tarot, pp. 29–30.
10. ↑  Farley, A Cultural History of Tarot, pp. 30–31.
11. ↑  Farley, A Cultural History of Tarot, pp. 12–13.
12. ↑  Parlett, The Oxford Guide to Card Games, p. 40.
13. ↑  Newbigin 2002, p. 66.
14. 1 2  Farley, A Cultural History of Tarot, pp. 33–34.
15. ↑  Farley, A Cultural History of Tarot, pp. 34–35.
16. ↑  Farley, A Cultural History of Tarot, pp. 35–36.
17. ↑  Bandera.
18. 1 2 3  Farley, A Cultural History of Tarot, p. 38.
19. ↑   Bottari Stefano, I "Tarocchi" di Castello Ursino e l'origine di Bonifacio Bembo, su artivisive.sns.it. URL consultato il 30 agosto 2017 (archiviato dall'url originale il 2 luglio 2016).
20. ↑  Farley, A Cultural History of Tarot, pp. 44–45.
21. ↑  Dummett e McLeod, A History of Games Played ..., p. 13.
22. ↑  Dummett e McLeod, A History of Games Played ..., pp. 8–9.
23. ↑  Dummett e McLeod, A History of Games Played ..., Nota a p. 1.
24. 1 2 3  Lambert, p. 46.
25. ↑  Berti, Marsilli e Vitali, Tarocchi: le carte del destino, pp. 41 e 83.
26. ↑  Dummett e McLeod, A History of Games Played ..., pp. 13–14.
27. 1 2 3  Dummett e McLeod, A History of Games Played ..., p. 14.
28. ↑  Dummett e McLeod, A History of Games Played ..., p. 15 e 17.
29. ↑  Dummett e McLeod, A History of Games Played ..., p. 18.
30. ↑  Dummett e McLeod, A History of Games Played ..., pp. 17–19.
31. ↑  Dummett e McLeod, A History of Games Played ..., p. 19.
32. ↑  Dummett e McLeod, A History of Games Played ..., p. 26.
33. ↑  Dummett e McLeod, A History of Games Played ..., p. 28.
34. ↑  Berti, Marsilli e Vitali, Tarocchi: le carte del destino, p. 11.
35. ↑  Decker, Depaulis e Dummett, p. 59.
36. ↑  Decker, Depaulis e Dummett, p. 74-75 e 84.
37. ↑  "Quelle carte de triumphi che se fanno a Cremona". I tarocchi dei Bembo. Dal cuore del Ducato di Milano alle corti della valle del Po, Marco Tanzi- Sandrina Bandera, Skira, Milano, 2013; catalogo della mostra a Milano, PINACOTECA DI BRERA, 20 febbraio - 7 aprile 2013.
38. ↑  Il segreto dei segreti. I tarocchi Sola Busca e la cultura ermetico-alchemica tra Marche e Veneto alla fine del Quattrocento, Laura Paola Gnaccolini, Skira, 2012
39. ↑   Il segreto dei segreti. I tarocchi Sola Busca (PDF), su pinacotecabrera.org.
40. ↑  Hind, p. 54.
41. ↑  Kaplan, I Tarocchi, pp. 36, 38, 39.
42. ↑  Berti,, I Tarocchi nei Paesi tedeschi dal 16º al 18º secolo, pp. 18–19.
43. ↑  Pratesi 2016.
44. ↑  Pratesi 2015.
45. ↑  Giovanni Pelosini, I Tarocchi del Seicento, Hermatena, 2017, pp. 17-18 ISBN 978-88-99841-24-9
46. ↑  Berti, Giuseppe Maria Mitelli e il Tarocchino bolognese, pp. 52–57.
47. ↑  Zorli, Il Tarocchino bolognese, p. 33.
48. ↑   Paola Naldi, Il Tarocchino, gioco di carte che sopravvisse a editti e roghi: la sua storia a Bologna, su la Repubblica, 13 luglio 2018. URL consultato il 21 febbraio 2025.
49. ↑  Giordano Berti (a cura di), Francesco Piscina da Carmagnola. Discorso sopra l'ordine delle figure dei Tarocchi, Istituto Graf, Bologna, 1995
50. ↑  Giordano Berti (a cura di), Vecchio Tarocco italiano. 78 carte incise da Stefano Vergnano. Torino 1830, Araba Fenice, Boves, 2014, pp. 3-6. Opuscolo allegato al mazzo "Tarocchi Vergnano 1830".
51. ↑   I segreti dei Tarocchi piemontesi., su dentrolanotiziabreak.it.
52. ↑   Alessandra Vitali, Tarocchi, il gioco del destino Un mistero chiuso nel castello, in La Repubblica, 23 luglio 2004.
53. ↑   Tarocchi, cartomanzia e cinema: un successo annunciato, su Giupiter.com. URL consultato il 1º dicembre 2020 (archiviato il 1º dicembre 2020).